# خط طول 168° غرب
خط طول 168° غرب هو أحد خطوط الطول الجغرافية، والتي تمتد من القطب الشمالي الجغرافي إلى القطب الجنوبي الجغرافي، وحسب التحويل الزمني يتأخر خط طول 168° غرب عن خط غرينتش بـ11 ساعة و12 دقيقة.

## من القطب إلى القطب
ينطلق خط طول 168° غرب من القطب الشمالي نحو القطب الجنوبي مرورا بالمناطق التي ترد في الجدول التالي:
| الإحداثيات                           | البلد أو الإقليم أو البحر | ملاحظات                                                                                    |
| ------------------------------------ | ------------------------- | ------------------------------------------------------------------------------------------ |
| 90°0′N 168°0′W / 90.000°N 168.000°W  | المحيط المتجمد الشمالي    |                                                                                            |
| 71°49′N 168°0′W / 71.817°N 168.000°W | بحر تشوكشي                |                                                                                            |
| 66°33′N 168°0′W / 66.550°N 168.000°W | بحر بيرنغ                 |                                                                                            |
| 65°43′N 168°0′W / 65.717°N 168.000°W | الولايات المتحدة          | ألاسكا — "شبه جزيرة سيوارد"                                                                |
| 65°33′N 168°0′W / 65.550°N 168.000°W | بحر بيرنغ                 | مرورا بشرق King Island, ألاسكا, الولايات المتحدة (في 64°58′N 168°2′W / 64.967°N 168.033°W) |
| 53°33′N 168°0′W / 53.550°N 168.000°W | الولايات المتحدة          | ألاسكا — جزيرة أومناك                                                                      |
| 53°19′N 168°0′W / 53.317°N 168.000°W | المحيط الهادئ             | مرورا بشرق Rose Atoll, ساموا الأمريكية (في 14°33′S 168°9′W / 14.550°S 168.150°W)           |
| 60°0′S 168°0′W / 60.000°S 168.000°W  | المحيط الجنوبي            |                                                                                            |
| 78°28′S 168°0′W / 78.467°S 168.000°W | القارة القطبية الجنوبية   | منطقة روس, المطالب الإقليمية بالقارة القطبية الجنوبية by نيوزيلندا                         |